# Эсмонт, Александр Самойлович
Александр Самойлович Эсмонт (1828 — 29 декабря 1900) – русский морской офицер, контр-адмирал.

## Биография
Родился в семье контр-адмирала Самуила Андреевича Эсмонта.
21 августа 1842 года произведен в чин гардемарина с зачислением в Черноморский флот, а 1 февряля 1844 года перечислен в чин юнкера. 23 марта 1847 года произведен в чин мичмана с переводом в Балтийский флот. В 1847-1848 годах на корабле «Вола» и бриге «Парис» крейсировал в Балтийском море. 
В 1849 году на бриге «Эндимион» крейсировал в Черном море и на бриге «Меркурий» находился на Севастопольском рейде. В 1851-1852 годах на пароходе «Одесса» перевозил почту из Одессы в Константинополь и обратно, а затем на бриге «Эндимион» и корабле «Чесма» находился на Севастопольском рейде. 
18 октября 1853 года на корабле «Чесма» участвовал в Синопском сражении и «за примерную храбрость и точное выполнение обязанностей» награждён орденом Св. Анны III степени и годовым окладом жалования и 18 ноября 1853 года произведен в чин лейтенанта. В 1854 году на пароходе «Эльборус» крейсировал в Черном море и участвовал в захвате и уничтожении турецких судов. С 13 сентября 1854 года по 27 августа 1855 года участвовал в обороне Севастополя и был награждён орденом Св. Станислава II степени с мечами. 
26 мая 1856 года переведен в Астрахань с зачислением в 46-й флотский экипаж. В 1856-1858 годах командовал брандвахтенной шхуной «Муха» на бакинском рейде. В 1860 году награждён императорской короной к ордену Св. Станислава II степени, а в 1862 году «за 25 лет беспорочной службы в офицерских чинах» орденом Владимира IV степени с бантом. Продолжая командовать судами Каспийской флотилии, 1 января 1863 года произведен в чин капитан-лейтенанта, а 1 января 1873 года – в чин капитана 2-го ранга. В 1873 году награждён орденом Св. Анны II степени, а 1 января 1875 года произведен в чин капитана 1-го ранга. 26 ноября 1879 года назначен начальником Астрабадской станции. В 1882 года награждён персидским орденом Льва и Солнца. В 1883 году уволен от должности начальника станции в связи с упразднении её и зачислен в Каспийский флотский экипаж. 
27 мая 1885 года произведен в чин контр-адмирала с увольнением в отставку. Умер в Одессе, отпевали 30 декабря 1900 года в Одесской Сретенской церкви. Похоронен на Одесском 2-м Христианском кладбище.